# Paolo Cian
Paolo Cian (* 11. November 1966 in Neapel) ist ein italienischer Segler.

## Leben
Paolo Cian begleitete schon seinen Vater zum Segeln. Im Alter von sieben Jahren begann er im Yachtclub Lega Navale Italiana zu segeln. Auch während seines Architekturstudiums in Neapel blieb er Mitglied der LNI und wurde nach dem Abschluss des Studiums Profisegler.
Seine gute Position in der Match Race Weltrangliste veranlasste das am America’s Cup teilnehmende Team Mascalzone Latino ihn 2002 ins Team einzuladen.
2007 war er Steuermann von Team Shosholoza, dem ersten südafrikanischen Boot beim America’s Cup.